# Östra Kåsjön
Östra Kåsjön är en sjö i Härryda kommun i Västergötland och ingår i Kungsbackaåns huvudavrinningsområde. Sjön är 6,1 meter djup, har en yta på 0,047 kvadratkilometer och befinner sig 86,9 meter över havet.